# Mustela africana
Mustela africana är ett rovdjur i familjen mårddjur som förekommer i det sydamerikanska Amazonområdet.
Anselme Gaëtan Desmarest som beskrev arten 1818 för första gången hade fel när han etablerade artepitet africana. Arten har aldrig funnits i Afrika.

## Utseende och anatomi
Med en kroppslängd mellan 24 och 38 cm (utan svans) samt en svanslängd mellan 16 och 21 cm är arten en liten medlem i familjen. Pälsen är på ovansidan brun till rödbrun och på buken krämfärgad. Vid bröstet förekommer en brun strimma. Mellan tårna finns ett nät som ger djuret bättre simförmåga.

## Utbredning och habitat
Utbredningsområdet sträcker sig över bland annat Brasilien, Bolivia, Colombia, Ecuador och Peru (se karta). Habitatet utgörs av fuktiga skogar nära vattenansamlingar.

## Ekologi
Arten är mycket sällsynt och därför är nästan ingenting känt om levnadssättet.

## Status
Arten listas av IUCN på grund av det jämförelsevis stora utbredningsområde som även innefattar några naturskyddsområden som livskraftig (LC). Då djuret är så föga känt (sedan dess upptäckt har bara 30 individer fångats), är det kandidat för bevarandestatus kunskapsbrist (DD).